# Feuerwehr Gütersloh

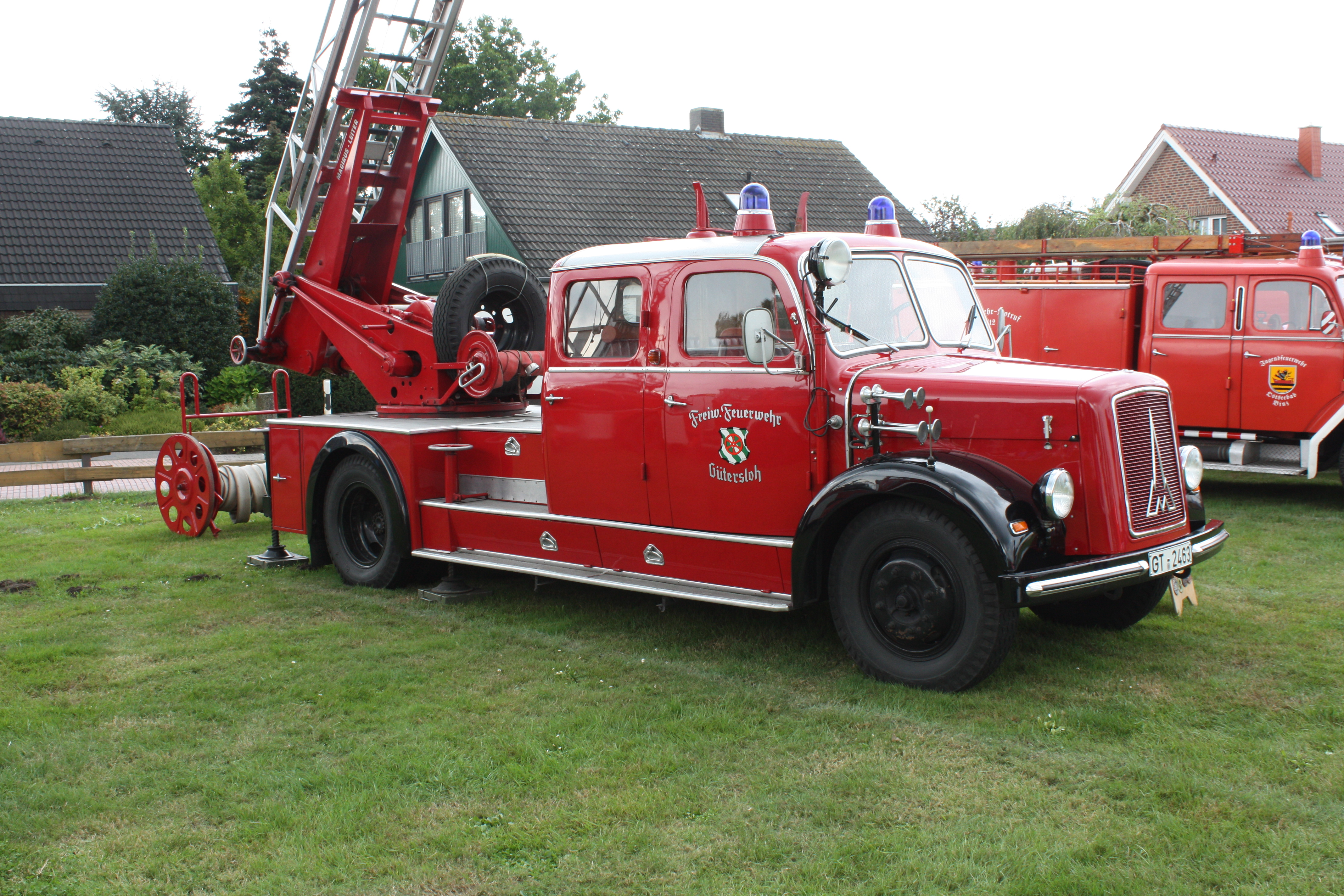
Historischer Magirus-Deutz der Freiwilligen Feuerwehr Gütersloh

Die Feuerwehr Gütersloh ist die Feuerwehr der ostwestfälischen Kreisstadt Gütersloh und stellt den Brandschutz und Rettungsdienst in der Stadt sicher. Sie besteht aus der Berufsfeuerwehr und fünf ehrenamtlichen Löschzügen der Freiwilligen Feuerwehr. Von der ständig besetzten Feuer- und Rettungswache der Berufsfeuerwehr werden Einsätze im gesamten Stadtgebiet gefahren. Zusätzlich werden bei jedem Feuerwehreinsatz (ausgenommen kleinere Ölschäden, Insekteneinsätze und kleine Tierrettungen) die zuständigen ehrenamtlichen Löschzüge der Ortsteile alarmiert.

## Geschichte und Organisation
In den Stadtteilen Avenwedde, Friedrichsdorf, Isselhorst und Spexard gibt es ehrenamtliche Löschzüge, die bis zur Gebietsreform im Jahr 1970 eigenständige Feuerwehren waren. Für die Kernstadt ist als ehrenamtliche Einheit der Löschzug Gütersloh zuständig, der jedoch nicht generell alarmiert wird. Kleinbrände und ähnliches arbeitet die Berufsfeuerwehr im Innenstadtbereich alleine ab. Dieses sorgt für eine deutliche Entlastung bei dem im Jahresmittel rund 120 bis 150 Mal eingesetzten Löschzug.
Des Weiteren gibt es in der Stadt die beiden Werkfeuerwehren Miele und Mohn Media (Bertelsmann) sowie die Betriebsfeuerwehr Pfleiderer. Diese Feuerwehren werden bei Bedarf für Einsätze im Stadtgebiet zur Unterstützung der Feuerwehr Gütersloh herangezogen. Bis in das Jahr 2001 hinein gab es außerdem den Defence Fire & Rescue Service der Britischen Streitkräfte in Gütersloh.
Zusätzlich zur Feuerwehr ist der Malteser Hilfsdienst in dem Rettungsdienst der Stadt Gütersloh eingebunden. Täglich zwischen 7 und 23 Uhr stellt die Ortsgruppe einen Rettungswagen sowie werktäglich von 8 Uhr bis 16 Uhr einen Krankentransportwagen und die entsprechende hauptberufliche Besatzung.
Ein öffentlich-rechtlicher Kooperationsvertrag zwischen den Städten Verl und Gütersloh ermöglicht es, dass die Feuerwehr Gütersloh die Freiwillige Feuerwehr Verl bei zeitkritischen Einsätzen im Verler Ortsteil Sürenheide und im Industriegebiet Verl-West unterstützt. Durch die Lage der Feuerwehrhäuser kann der Löschzug Spexard diese Orte schneller erreichen als die örtliche Feuerwehr.

## Leitstelle
Die Leitstelle von der Stadt und dem Kreis Gütersloh wird seit dem 1. Januar 2020 aufgrund des Gestellungsvertrages vom Kreis betrieben. Die Personalstärke beträgt 32 Stellen in drei Schichten.